# Мовер (округ, Міннесота)
Шаблон:StateAbbr_ 43°40′ пн. ш. 92°45′ зх. д. / 43.67° пн. ш. 92.75° зх. д.
Округ Мовер (англ. Mower County) — округ (графство) у штаті Міннесота, США. Ідентифікатор округу 27099.

## Історія
Округ утворений 1855 року.

## Демографія
За даними перепису
2000 року
загальне населення округу становило 38603 осіб, зокрема міського населення було 23682, а сільського — 14921.
Серед мешканців округу чоловіків було 19008, а жінок — 19595. В окрузі було 15582 домогосподарства, 10318 родин, які мешкали в 16251 будинках.
Середній розмір родини становив 2,98.
Віковий розподіл населення поданий у таблиці:
| Стать    | До 15 років | 15-21 | 22-29 | 30-39 | 40-49 | 50-65 | 65-85 | Понад 85 |
| -------- | ----------- | ----- | ----- | ----- | ----- | ----- | ----- | -------- |
| Чоловіки | 4034        | 2087  | 1675  | 2506  | 2845  | 2807  | 2720  | 334      |
| Жінки    | 3788        | 1786  | 1554  | 2499  | 2619  | 2856  | 3676  | 817      |

## Суміжні округи
- Додж — північ
- Олмстед — північний схід
- Філлмор — схід
- Говард, Айова — південний схід
- Мітчелл, Айова — південь
- Ворт, Айова — південний захід
- Фріборн — захід
- Стіл — північний захід

## Виноски
1. ↑  US Decennial Census. US Census Bureau. Архів оригіналу за 19 липня 2018. Процитовано 21 жовтня 2014.
2. ↑  Historical Census Browser. University of Virginia Library. Архів оригіналу за 11 серпня 2012. Процитовано 21 жовтня 2014.
3. ↑  Population of Counties by Decennial Census: 1900 to 1990. US Census Bureau. Архів оригіналу за 4 серпня 2014. Процитовано 21 жовтня 2014.
4. ↑  Census 2000 PHC-T-4. Ranking Tables for Counties: 1990 and 2000 (PDF). US Census Bureau. Архів оригіналу (PDF) за 18 грудня 2014. Процитовано 21 жовтня 2014.
5. ↑  State & County QuickFacts. Бюро перепису населення США. Архів оригіналу за 7 червня 2011. Процитовано 1 вересня 2013.(англ.) Наведено за англійською вікіпедією.
6. ↑  American FactFinder. Бюро перепису населення США. Архів оригіналу за 26 лютого 2012. Процитовано 31 січня 2008.

| США | Це незавершена стаття з географії США. Ви можете допомогти проєкту, виправивши або дописавши її. |